# Santa Maria delle Grazie a Via Trionfale
Santa Maria delle Grazie al Trionfale ist eine römisch-katholische Pfarr- und Titelkirche im römischen Quartier Trionfale an der Piazza Santa Maria delle Grazie.

## Geschichte
Sie wurde vom Architekten Tullio Rossei und Ingenieur Franco Formari in den frühen 1940er-Jahren gebaut. Am 13. August 1941 wurde die Pfarrei durch ein Dekret von Kardinalvikar Francesco Marchetti Selvaggiani gegründet. Sie übernahm das Patrozinium von der Kirche Santa Maria delle Grazie außerhalb der Porta Angelica, welche 1939 bei der Umgestaltung der Via di Porta Angelica abgerissen wurde. Am 25. Mai 1985 wurde die Kirche durch Papst Johannes Paul II. zur Titelkirche erhoben.

## Kardinalpriester
- Silvano Piovanelli, Erzbischof von Florenz, 25. Mai 1985 – 9. Juli 2016
- Joseph William Tobin, Erzbischof von Indianapolis, seit 19. November 2016